# Radek Philipp
Radek Philipp (* 12. Februar 1977 in Ostrava, Tschechoslowakei) ist ein ehemaliger tschechischer Eishockeyspieler, der über viele Jahre beim HC Vítkovice Steel und HC Sparta Prag in der tschechischen Extraliga aktiv war. Darüber hinaus spielte er unter anderem für Salawat Julajew Ufa, den HC Košice und Luleå HF.

## Karriere
Radek Philipp begann seine Karriere als Eishockeyspieler in seiner Heimatstadt in der Nachwuchsabteilung des HC Vítkovice, für dessen Profimannschaft er in der Saison 1998/99 sein Debüt in der Extraliga gab. Im Laufe der folgenden Spielzeit wechselte der Verteidiger innerhalb der Extraliga zum HC Femax Havířov, kehrte jedoch am Saisonende zu seinem Heimatverein HC Vítkovice zurück, bei dem er in den folgenden drei Jahren als Stammspieler auf dem Eis stand.
Die Saison 2003/04 verbrachte Philipp in der finnischen SM-liiga, in der er zunächst den Großteil der Hauptrunde bei den Pelicans Lahti verbrachte, ehe er kurz vor dem Ende der Hauptrunde zu deren Ligarivalen Espoo Blues wechselte. Von 2004 bis 2006 lief der Tscheche erneut für seinen Ex-Club HC Vítkovice in der Extraliga auf. Daraufhin schloss er sich Salawat Julajew Ufa aus der russischen Superliga an, mit dem er in der Saison 2007/08 den russischen Meistertitel gewann.
Die Saison 2008/09 begann Philipp beim HC Košice in der slowakischen Extraliga, verließ diesen jedoch bereits nach nur drei Spielen und wechselte zu Luleå HF aus der schwedischen Elitserien. Dort konnte er überzeugen, sodass ihn für die folgende Spielzeit der russische Verein Awtomobilist Jekaterinburg aus der Kontinentalen Hockey-Liga verpflichtete. Bereits im Dezember 2009 kehrte der ehemalige Nationalspieler nach Tschechien zurück und unterschrieb einen Vertrag beim Hauptstadtclub HC Sparta Prag, für den er bis 2014 spielte. Anschließend erhielt er im Mai 2014 einen Vertrag beim HC Košice und spielte dort bis Oktober 2015. Anschließend war er vereinslos, ehe er im Januar 2016 von seinem Heimatverein verpflichtet wurde und dort im Mai 2016 seine Karriere beendete.

### International
Für Tschechien nahm Philipp 2006 und 2007 an der Euro Hockey Tour teil. Dabei bestritt er insgesamt neun Spiele, in denen er punktlos blieb und 18 Strafminuten erhielt.

## Erfolge und Auszeichnungen
- 2008 Russischer Meister mit Salawat Julajew Ufa
- 2015 Slowakischer Meister mit dem HC Košice

## Statistik
(Stand: Ende der Saison 2009/10)